# Krystyna Kolińska
Krystyna Anna Kolińska-Sochaczewska (ur. 23 grudnia 1923 w Częstochowie, zm. 29 października 2016 w Warszawie) – polska eseistka i prozaiczka.

## Życiorys
Urodzona jako Krystyna Anna Badora – córka częstochowskiego przedsiębiorcy Władysława (1884–1975) i Franciszki z Waczyńskich (1890–1973). W czasie okupacji studiowała polonistykę na Tajnych Kursach Uniwersyteckich w Częstochowie.
Po wojnie ukończyła filologię polską na Uniwersytecie Poznańskim, współcześnie im. Adama Mickiewicza.
Debiutowała w 1948 na łamach tygodnika „Kobieta” (Warszawa) jako prozaik. Od 1951 mieszkała w Warszawie. W latach 1951–1953 pracowała w Ministerstwie Kultury i Sztuki. W latach 1953–1958 była redaktorką w Ludowej Spółdzielni Wydawniczej, w latach 1958–1963 redaktorką w Wydawnictwie „Sport i Turystyka”, zaś w latach 1966–1969 redaktorką tygodnika „Świat”. W okresie od 1969 do 1984 była redaktorką tygodnika „Stolica”.
Zmarła 29 października 2016. Została pochowana w Kolumbarium na cmentarzu Powązkowskim w Warszawie.

## Twórczość
(po tytułach podano daty pierwszych wydań)
- Tajemnice na sprzedaż 1968, Wydawnictwo ISKRY
- Damy czarne i białe 1972, Wydawnictwo ISKRY
- Sienkiewicz i piękna Wielkopolanka 1973, Wydawnictwo L.S.W.
- Tajemnice i damy 1975, Wydawnictwo ISKRY
- Urzeczeni 1976, Wydawnictwo ISKRY
- Stachu, jego kobiety, jego dzieci 1978, Wydawnictwo Literackie
- Zamek na lewych papierach 1979, Wydawnictwo ŚLĄSK
- Szczęście w Szczęściu 1980, Wydawnictwo „Nasza Księgarnia”
- Listy do niekochanych 1983, Wydawnictwo ŚLĄSK
- Emil i Maryla 1984, Wydawnictwo Książka i Wiedza
- Zabić ciemność Wydawnictwo Książka i Wiedza
- Szatańska księżniczka: Opowieść o Izabeli Czajce-Stachowicz 1992, Krajowa Agencja Wydawnicza
- Córka smutnego szatana, biografia Stanisławy Przybyszewskiej 1993, Wydawnictwo TWÓJ STYL
- Miłosne czary i czarty Wydawnictwo OSKAR
- Orzeszkowa. Złote ptaki i terroryści 1997, Wydawnictwo TRIO
- Zegadłowicz. Podwójny żywot Srebrempisanego 1999, Wydawnictwo TRIO
- Parnas w Oborach 2000, Wydawnictwo Prószyński i S-ka
- Miłość, namiętność, zbrodnia 2000, Wydawnictwo VEDA
- Słynne procesy 2008, Wydawnictwo ŚWIAT KSIĄŻKI
- Szaniawski. Zawsze tajemniczy 2009, Wydawnictwo PiW
- Preteksty do wspomnień Iskry, Warszawa 2014
- Ziemskie anioły. Opowieść o miłości George Sand i Fryderyka Chopina 2015, wydawnictwo Ekbin[5]

## Ordery i odznaczenia
- Krzyż Oficerski Orderu Odrodzenia Polski (2002)[6]
- Krzyż Armii Krajowej
- Srebrny Medal „Zasłużony Kulturze Gloria Artis” (2009)[7]
- Odznaka pamiątkowa Akcji „Burza”

## Nagrody
- Nagroda honorowa ZAiKS-u im. Karola Małcużyńskiego za varsaviana (1992)[8]
- Odznaka Stowarzyszenia Autorów ZAiKS (1998)[8]
- Nagroda Związku Rzemiosła Polskiego im. Władysława Reymonta
- Nagroda literacka za poszczególne pozycje m.in. „Szaniawski. Zawsze tajemniczy” – dyplom Warszawskiej Premiery Literackiej jako „Książka lata 2009 roku”
- Nagroda im. Cypriana Kamila Norwida (2010).